# Shaoguan
Shaoguan (kinesisk: 韶关; pinyin: Sháoguān) er en kinesisk by på præfekturniveau inde i landet i den nordlige del af provinsen Guangdong i Kina. Befolkningen inden for bygrænserne anslås (2004) til 529.000, men hele præfekturet på 18.380 km² har ca. 3,15 millioner indbyggere. Selve byen hed tidligere Shaozhou.
Centralt i selve byen Shaoguan står Fengcaitårnet, som blev bygget under Ming-dynastiet. Syd for tårnet, i modsat ende af en gågade, ligger Dajianklosteret som stammer fra år 660.
Nær Shaoguan, i distriktet Qujiang, er byen Maba, kendt for fundet af Mabamanden, «Kinas neandertaler». Nær ved er Nanhua-templet, som skal have vært zenbuddhismens vugge omkring år 700 e.Kr. Shaogangs store jern- og stålværk ligger også nær Maba.
I 1589 kom den kendte italienske missionær Matteo Ricci til Shaozhou og byggede en kirke i kinesisk arkitektonisk stil; Den findes ikke længere.

## Administrative enheder
Shaoguan består af tre bydistrikter, fire amter, et autonomt amt og to byamter:
- Bydistriktet Zhenjiang (浈江区), 523 km², 360.000 indbyggere, sæde for præfekturregeringen;
- Bydistriktet Wujiang (武江区), 682 km², 230.000 indbyggere;
- Bydistriktet Qujiang (曲江区), 1.651 km², 300.000 indbyggere;
- Amtet Shixing (始兴县), 2.174 km², 240.000 indbyggere;
- Amtet Renhua (仁化县), 2.223 km², 220.000 indbyggere;
- Amtet Wengyuan (翁源县), 2.234 km², 380.000 indbyggere;
- Amtet Xinfeng (新丰县), 2.016 km², 240.000 indbyggere;
- Det autonome amt Ruyuan Yao (乳源瑶族自治县), 2.125 km², 200.000 indbyggere;
- Byamtet Lechang (乐昌市), 2.391 km², 520.000 indbyggere;
- Byamtet Nanxiong (南雄市), 2.361 km², 460.000 indbyggere.

## Trafik

### Jernbane
Jingguangbanen, som er toglinjen mellem Beijing i nord og Guangzhou i syd, har stoppested her. Denne stærkt trafikerede jernbanelinje passerer blandt andet også Shijiazhuang, Handan, Zhengzhou, Wuhan og Changsha.

### Vej
Kinas rigsvej 106 går gennem området. Den løber fra Beijing og passerer blandt andet Hengshui, Kaifeng, Ezhou og Shaoguan på sin vej ned til Guangzhou i Sydkina.
Kinas rigsvej 323 går gennem området. Den begynder i Ruijin i provinsen Jiangxi og fører gennem Guangdong og Guangxi og ender i Lincang i Yunnan, på grænsen til Burma.